# هینسدیل (ماساچوست)
هینسدیل، ماساچوست
هینسدیل (به انگلیسی: Hinsdale) شهرکی در شهرستان برکشایر ایالت ماساچوست می‌باشد که در سال ۱۸۰۴ بنیان‌گذاری شده‌است. این شهرک در سرشماری سال ۲۰۱۰ میلادی، ۲٬۰۳۲ نفر جمعیت داشته‌است.